# Les après-midi d'une bourgeoise en chaleur
 Pour plus de détails, voir Fiche technique et Distribution
Les après-midi d'une bourgeoise en chaleur est le titre d'un film pornographique français de Patrick Aubin (pseudonyme de Jean-Claude Roy) et dont le scénario ressemble à celui de Belle de jour (1967), le film de Luis Buñuel.

## Synopsis
Mariée à un médecin une jeune femme s'ennuie quand il est au travail. Elle devient escort l'après-midi dans une maison de rendez-vous. Un ami de son mari client de la maison close la reconnaît. Il l'informe. Le médecin ne dit rien à sa femme. Mais l'embauche sans le lui dire. Un bandeau sur les yeux, elle est conduite chez elle par la tenancière de la maison. Là l'attendent son mari et l'ami de ce dernier. Cela se termine par une partouze générale. 

## Fiche technique
- Titre : Les après-midi d'une bourgeoise en chaleur
- Réalisateur : Jean-Claude Roy comme Patrick Aubin
- Scénario : Jean-Claude Roy comme Patrick Aubin
- Production : Jean-Claude Roy • Tanagra Productions
- Distribution : Alpha France
- Image : Robert Millié (comme Pierre Robès)
- Musique : Gary Sandeur (pseudo de Philippe Bréjean)
- Durée : 80 min
- Date de sortie : 3 décembre 1980
- Pays :  France
- Genre : pornographique

## Distribution
- Dominique Aveline : Hugues, le mari
- Cathy Stewart : Solange/Ange, la femme
- Alban Ceray : Jacques, l'ami
- Christine Maffei : Madame Line, la tenancière de la maison
- Mika Barthel : Gina
- Céline Gallone : Lucie
- André Kay : L'onaniste
- Hubert Géral : L'homme aux gants